# 609 a.C.

## Eventos
- Jeremias profetiza que Zedequias se tornaria rei de Judá e que Nabucodonosor rei da Babilônia. Este último conquistaria seus vizinhos.[1]

## Mortes
- Urias, filho de Semaías, de Quiriate-Jearim.[1] Ele profetizou contra Jerusalém e a terra de Judá, fugiu para o Egito, mas foi trazido de volta por Elnatã, filho de Acbor e outros homens, e executado a mando do rei Jeoaquim.[2]